# Cirrhilabrus naokoae
Cirrhilabrus naokoae is een straalvinnige vissensoort uit de familie van de lipvissen (Labridae). De wetenschappelijke naam van de soort werd in 2009 gepubliceerd door John Ernest Randall en Hiroyuki Tanaka.

## Beschrijving
De vis is kenmerkend door zijn kleurencombinatie. Zijwaarts gezien zijn er drie horizontale banden te onderscheiden: een rode band van het puntje van de snuit tot aan de staartvin, een gele band vanaf de borstvin tot aan de staart en een witte band die de volledige onderkant van de vis beslaat.

## Verspreiding
Cirrhilabrus naokoae komt van nature voor in de oostelijke Indische Oceaan, in de wateren van Indonesië en Sumatra. De vis leeft op en nabij tropische koraalriffen.